# 吉野屋 (舟宿)
座標: 北緯35度39分56秒 東経139度53分16秒 / 北緯35.665652度 東経139.887893度

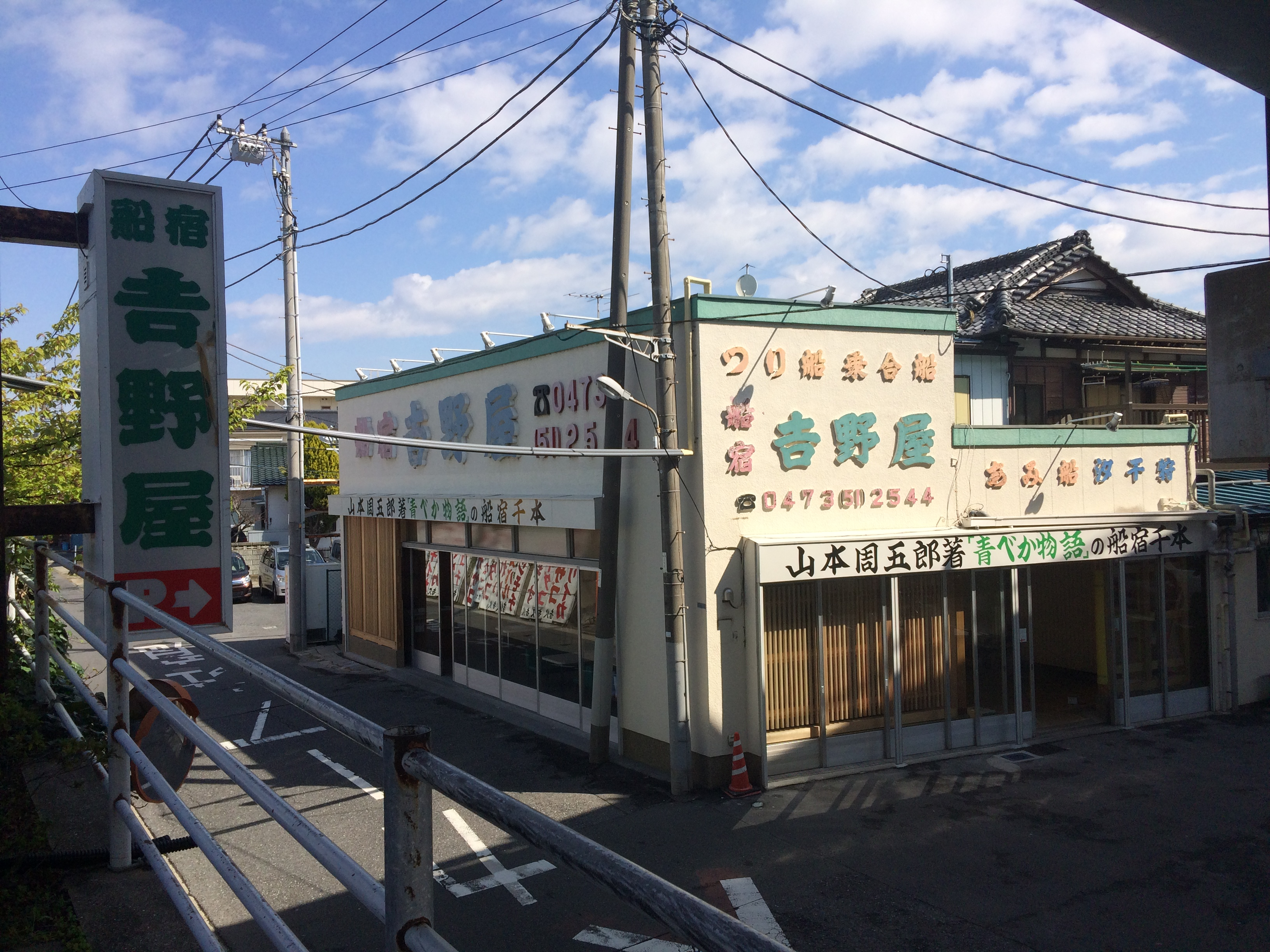
船宿 吉野屋、2018年3月24日撮影。

吉野屋（よしのや）は、千葉県浦安市猫実の船宿。20世紀はじめに創業した老舗である。10人以上の船長が所属して、釣船14隻、屋形船6隻を運行しており、釣り船宿としては「中堅」の規模である。
1921年に、葛飾丸による深川高橋からの浦安への定期航路が開通した際、浦安の発着場が吉野屋の前に設けられたことから、「蒸気河岸」と称されたこともある。
作家、山本周五郎は、1928年夏にスケッチにでかけた現在の浦安市一帯を気に入り、そのまま翌1929年秋まで当地に滞在したが、その間に滞在した5か所の下宿先のひとつ。後に、1960年に新聞連載され1961年に刊行された『青べか物語』はその時の取材に基づくものとされるが、作中に登場する船宿「千本」のモデルは吉野屋である。吉野屋の玄関には、当時の当主と山本周五郎が並ぶ姿を捉えた林忠彦撮影の写真が飾られている。
浦安市がロケ地となった2008年のテレビドラマ『長生き競争!』では、船宿「よしざわ」としてドラマに登場した。